# August Roesener
August Theodor Robert Roesener (* 17. März 1888 in Mainz; † 18. Februar 1979 in Mühltal) war ein deutscher Politiker (CDU) und Landrat des Kreises Usingen.

## Leben und Beruf
August Roesener studierte Rechtswissenschaften und schloss das Studium mit beiden Staatsexamen und der Promotion ab. Er arbeitete zunächst im Verwaltungsdienst und wurde 1925 Syndikus der Industrie- und Handelskammer Darmstadt. Schwerpunkt seiner Arbeit bei der IHK war die Verkehrsplanung. Er war Autor des "Gesamtplanes zum Ausbau des Bezirks-Eilverkehrs im Rhein-Main-Gebiet". 1943 wurde er aus politischen Gründen entlassen.
August Roesener war verheiratet mit Helene, geborene Boy (* 24. November 1898; † 12. Juli 1967), einer Jugendfreundin von Winifred Wagner  (1897–1980). Das Ehepaar Roesener stand bis zu ihrem Tod in engem Kontakt zu Winifred Wagner.

## Politik
August Roesener schloss sich nach 1945 der CDU an. 1948 wurde er durch eine CDU-FDP-Koalition im Kreistag als Landrat gewählt. Damit wurde Heinrich Müller (SPD) abgewählt. 1952 gelang Heinrich Müller die Revanche und die erneute Wahl als Landrat.
August Roesener setzte die Schwerpunkte seiner Arbeit auf die Integration der Flüchtlinge und die Wohnungsbaupolitik. Aber auch in der Verkehrspolitik setzte er durch den Aufbau eines Omnibusnetzes neue Akzente. Auch der Neubau des Kreishauses wurde durch ihn angestoßen.